# Casas del Abad
Casas del Abad es un anejo de Umbrías, Provincia de Ávila, Castilla y León, España.
Casas del Abad es el anejo más poblado de Umbrías, con 46 habitantes en 2010, de los cuales 21 son hombres y 25 mujeres. Está situado a 1098 metros de altitud y a 1/2
kilómetro de Hustias y  1 de Umbrías.
| Gráfica de evolución demográfica de Casas del Abad entre 2000 y 2023                     |
|                                                                                          |
| Fuente: Instituto Nacional de Estadística de España - Elaboración gráfica por Wikipedia. |

- Datos: Q16466509